# Danika Yarosh
Danika Yarosh (Morristown, Nueva Jersey, 1 de octubre de 1998) es una actriz de cine y televisión estadounidense. Apareció en la serie Shameless (2014–2015) de Showtime y en la serie Heroes Reborn (2015–2016) de NBC. Actuó junto a Tom Cruise en Jack Reacher: Never Go Back (2016).

## Biografía
Yarosh es nativa de Bedminster, Nueva Jersey, hija de Victor y Linda Yarosh. Tiene tres hermanos, una hermana mayor, Amanda, que también actúa, un hermano mayor, Erik, y un hermano menor, Peter. Su padre es un exmiembro de la Fuerza Aérea de los Estados Unidos. También pasó sus primeros años en Bedminster, NJ con su familia.

## Filmografía
| Año       | Título                            | Papel                             |
| --------- | --------------------------------- | --------------------------------- |
| 2004      | The Stepford Wives                | Child in town fair                |
| 2010      | Crush                             | Sarah                             |
| 2010      | Celebrity Ghost Stories           | Young Daryl                       |
| 2010      | A Breath Away                     | Maria                             |
| 2011      | 30 Rock                           | School Girl                       |
| 2011      | Angel                             | Abbey                             |
| 2011      | Nerd Wars                         | Ivanka                            |
| 2011      | A Christmas Wedding Tail          | Madison                           |
| 2012      | In Plain Sight                    | Bonnie Arnett/Bonnie Wilson       |
| 2012      | Retribution                       | Ashlee Simmons                    |
| 2012      | The Color of Time (a.k.a. Tar)    | Irene                             |
| 2013      | 1600 Penn                         | Jessica                           |
| 2013–2014 | See Dad Run                       | Olivia                            |
| 2014–2015 | Shameless                         | Holly Herkimer                    |
| 2010–2015 | Law & Order: Special Victims Unit | Ariel Thornhill/Nicole Goshgarian |
| 2015–2016 | Heroes Reborn                     | Malina Bennett                    |
| 2016      | Jack Reacher: Never Go Back       | Samantha Dutton                   |
| 2017      | Chicago P.D.                      | Ellie Olstern                     |
| 2018      | The Miracle Season                | Caroline "Line" Found             |
| 2018      | Back Roads                        | Ashlee                            |
| 2019-2020 | Greenhouse Academy                | Brooke Osmond                     |
| 2019      | Deadly Switch                     | Monica                            |
| 2019      | The Purge                         | Kelen Stewart                     |